# トレジャー・オブ・レジェンド 〜ナチスの秘宝〜
『トレジャー・オブ・レジェンド 〜ナチスの秘宝〜』（原題: IN QUEST OF THE ENCHANTED TREASURE）は、2010年のロシアの映画。

## キャスト
- デニス・ニキフォロフ
- イナ・ゴメス
- ユークリッド・キュルジディス
- オレグ・ドリン

### 吹き替え
- 谷川和也/鷹野あきつ/保井利成[1]